# Chandrasekhara Venkata Raman
Chandrasekhara Venkata Raman (tamilsky சந்திரசேகர வெங்கட ராமன் [čandrasékara vénkata ráman]; 7. listopadu 1888 Tiruččiráppalli – 21. listopadu 1970 Bengalúru) byl indický fyzik vyznamenaný v roce 1930 Nobelovou cenou za fyziku za výsledky jeho práce při studiu rozptylu světla a za objev tzv. Ramanova jevu. Stejný objev, ve stejnou dobu, se podařil Leonidu Isaakoviči Mandelštamovi a Grigoriji Samuilovičovi Landsbergovi, kteří však, stejně jako Ramanův spoluobjevitel Kariamanickam Srinivasa Krišnan, Nobelovu cenu nezískali.
Roku 1907 vystudoval fyziku na univerzitě v Madrasu. V roce 1917 byl jmenován profesorem na univerzitě v Kalkatě. Ramanův jev objevil roku 1928. V roce 1929 byl uveden do šlechtického stavu. Od roku 1933 pracoval ve výzkumném ústavu v Bengalúru.
Roku 1954 získal nejvyšší indické civilní vyznamenání Bharat Ratna. V Indii je slaven Národní den vědy 28. února v upomínku na objev Ramanova jevu z roku 1928.
Nositel Nobelovy ceny za fyziku v roce 1983 Subrahmanyan Chandrasekhar je jeho synovec.